# Lilioceris lilii
Lilioceris lilii, conhecido em português como lili, bicho-pimenta ou besouro-pimenta, é uma espécie de insetos coleópteros polífagos pertencente à família Chrysomelidae.

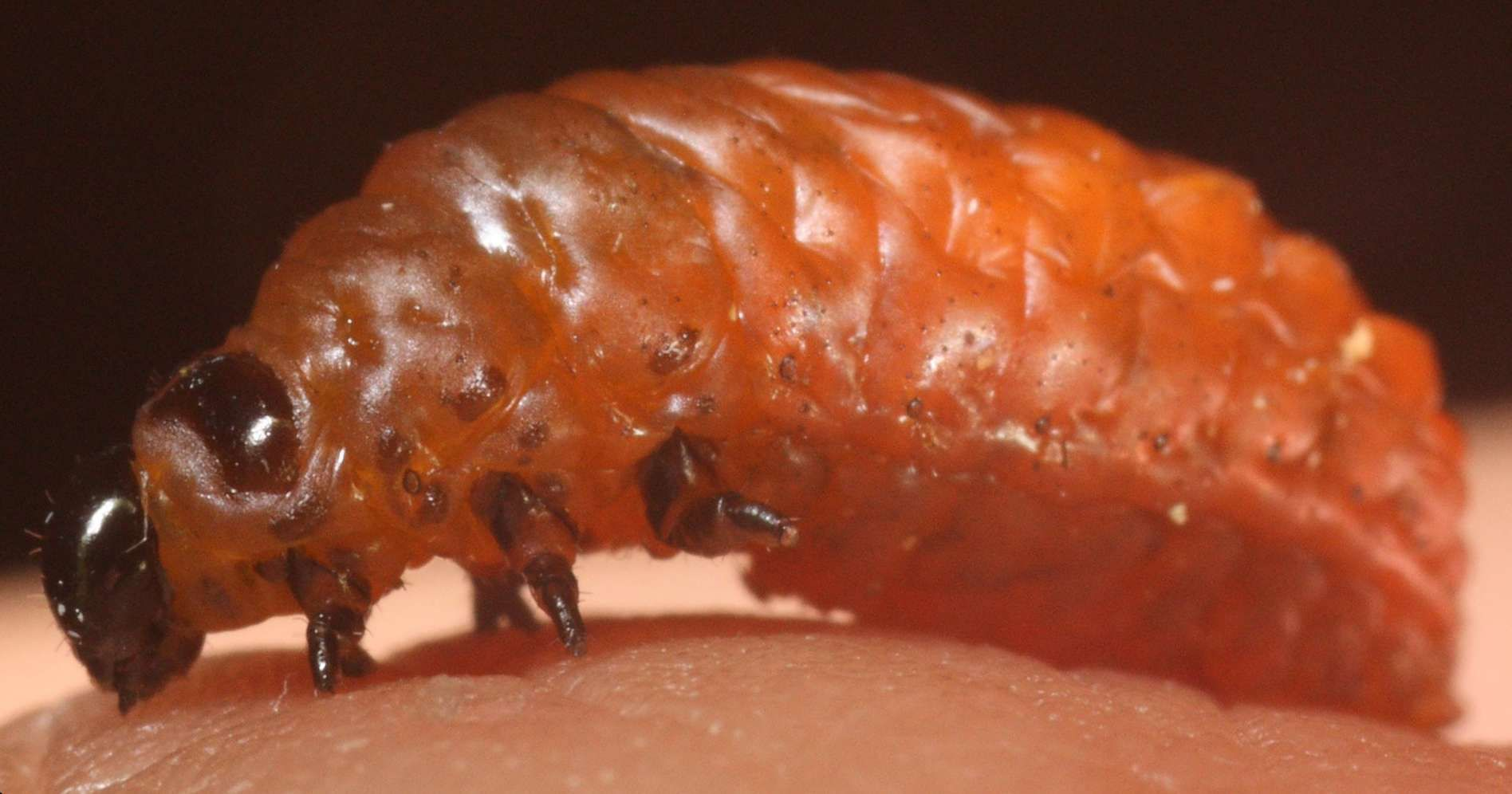
Larva

A autoridade científica da espécie é Scopoli, tendo sido descrita no ano de 1763.
Trata-se de uma espécie presente no território português.